# René Mourlon
René Mourlon (René Fernand Alexandre Mourlon; * 12. Mai 1893 in Paris; † 19. Oktober 1977 ebenda) war ein französischer Sprinter.
Bei den Olympischen Spielen 1912 in Stockholm schied er über 100 Meter im Halbfinale aus und in der 4-mal-100-Meter-Staffel im Vorlauf. 1920 gewann er bei den Olympischen Spielen in Antwerpen mit der französischen Mannschaft Silber in der 4-mal-100-Meter-Staffel und erreichte über 100 Meter das Viertelfinale. 1924 in Paris kam er bei seiner dritten Olympiateilnahme mit dem französischen Quartett auf den fünften Platz in der 4-mal-100-Meter-Staffel und schied im Einzelwettbewerb im Viertelfinale aus.
1912 und 1922 wurde er nationaler Meister über 100 Meter; 1913, 1914, 1920 und 1925 Vizemeister. Seine persönliche Bestzeit über diese Distanz von 10,8 s stellte er am 16. Juli 1922 in Colombes auf.
Sein jüngerer Bruder André Mourlon war ebenfalls als Sprinter erfolgreich.

## Fußnoten

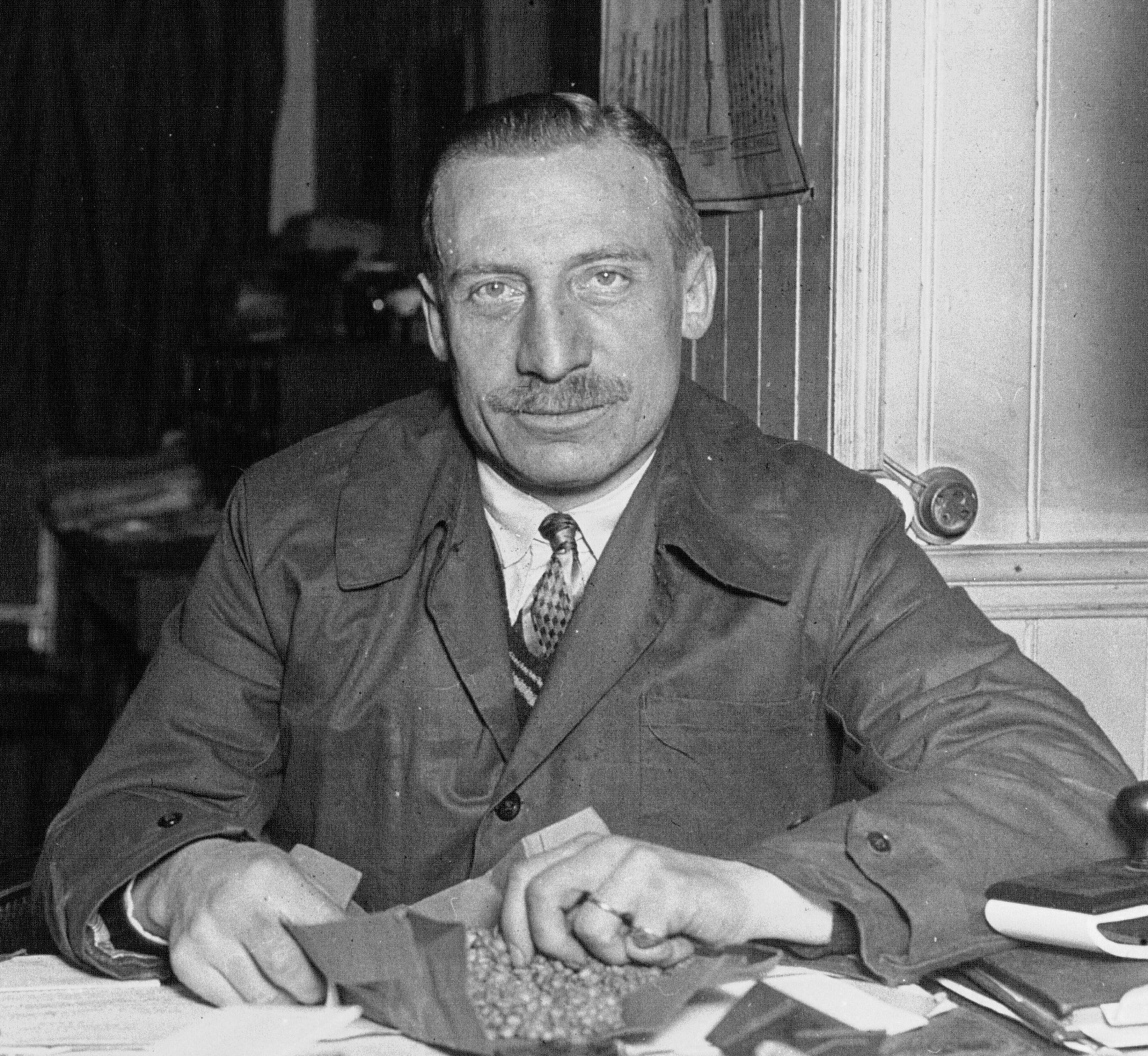
René Mourlon, 1931